# Kazarka szarogłowa

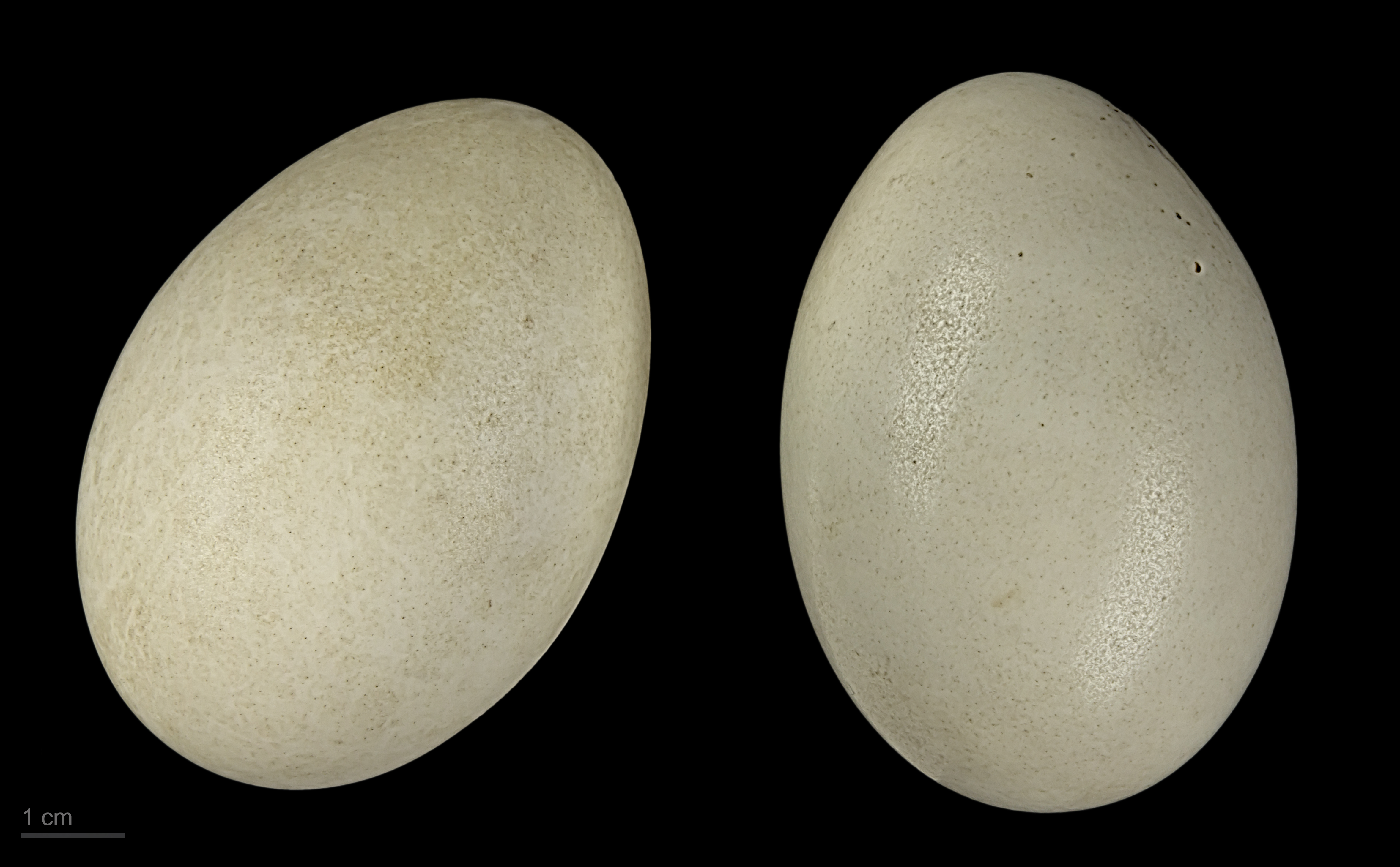
Jaja z kolekcji muzealnej

Kazarka szarogłowa (Tadorna cana) – gatunek dużego ptaka z rodziny kaczkowatych (Anatidae). Występuje w południowej Afryce. Nie jest zagrożony wyginięciem.

## Systematyka
Gatunek ten po raz pierwszy zgodnie z zasadami nazewnictwa binominalnego opisał w 1789 roku niemiecki przyrodnik Johann Friedrich Gmelin w 13. edycji linneuszowskiego Systema Naturae. Autor nadał gatunkowi nazwę Anas cana, a jako miejsce typowe wskazał Przylądek Dobrej Nadziei. Obecnie kazarka szarogłowa zaliczana jest do rodzaju Tadorna. Nie wyróżnia się podgatunków.

## Morfologia
Długość ciała 61–66 cm; masa ciała: samiec 910–2200 g, samica 700–1835 g. Wyraźnie zaznaczony dymorfizm płciowy – u samca całkowicie szara głowa, u samic nieregularne białe plamy o różnej wielkości.

## Występowanie
Kazarka szarogłowa zamieszkuje stepy i półpustynne tereny w południowej Afryce. Występuje w Namibii, południowej Botswanie, RPA i Lesotho.

## Zachowanie
Gniazda zakłada w opuszczonych norach, najczęściej po mrównikach afrykańskich.

## Status
Międzynarodowa Unia Ochrony Przyrody (IUCN) uznaje kazarkę szarogłową za gatunek najmniejszej troski (LC – Least Concern) nieprzerwanie od 1988 roku.